# Сильвандир (пьеса)
«Сильвандир» (фр. Sylvandire) — исторический водевиль Александра Дюма-отца, написанный им в 1845 году совместно с Адольфом де Лёвеном и Луи-Эмилем Вандербурхом на основе одноимённого романа.

## Сюжет и история текста
Действие романа и пьесы происходит во Франции в XVIII веке: в романе это последние годы правления Людовика XIV (1708—1715), в пьесе — конец правления Людовика XV. Главный герой — бедный провинциальный дворянин Роже Танкред д’Ангилем, который отправляется в столицу, чтобы добиться наследства после смерти богатого родственника, виконта де Бузнуа. Ради победы в тяжбе Роже женится на дочери одного из судей, девушке по имени Сильвандир. В романе он выясняет позже, что супруга интригует против него, и продаёт её пиратам, чтобы вступить во второй брак — с давно любимой им Констанс де Безри. В пьесе Констанс нет, а Сильвандир оказывается такой же жертвой чужих козней, как Роже. В финале супруги, избежавшие всех опасностей, примиряются. При этом в действии преобладает комизм фарсового типа.
Премьера «Сильвандир» состоялась 7 июня 1845 года в театре Пале-Рояль. Это был единственный случай сотрудничества Александра Дюма с Луи-Эмилем Вандербурхом.